# Mesoloúri
Mesoloúri är en ort i Grekland.   Den ligger i prefekturen Nomós Grevenón och regionen Västra Makedonien, i den nordvästra delen av landet, 300 km nordväst om huvudstaden Aten. Mesoloúri ligger 977 meter över havet och antalet invånare är 139.
Terrängen runt Mesoloúri är lite bergig. Runt Mesoloúri är det mycket glesbefolkat, med 7 invånare per kvadratkilometer. Närmaste större samhälle är Smíxi, 6,5 km söder om Mesoloúri. Omgivningarna runt Mesoloúri är en mosaik av jordbruksmark och naturlig växtlighet.